# Pilosanthura calcaris
Pilosanthura calcaris är en kräftdjursart som beskrevs av Negoescu 2002. Pilosanthura calcaris ingår i släktet Pilosanthura och familjen Anthuridae. Inga underarter finns listade i Catalogue of Life.